# Доктор Преображенский
«Доктор Преображе́нский» —  российский телесериал производства студии «Cosmos Studio».
Премьера первого сезона проходила с 23 ноября по 3 декабря 2020 года, а второго — с 8 по 18 января 2024 года на «Первом канале». В основе сюжета телесериала — история становления эстетической медицины в СССР. Режиссировали первый сезон Сергей Тарамаев и Любовь Львова, а постановщиком второго сезона стал Артём Насыбулин.

## Сюжет
Действие сериала происходит в 1966 году. Фильм расскажет о способном пластическом хирурге Льве Григорьевиче Преображенском, мечтающем открыть собственный институт красоты. Советская власть отказывает ему в этом, и ему ничего не остаётся, кроме как управлять своим отделением и терпеть выходки молодого и циничного доктора. Второй сезон переносит действие сериала на 2 года вперед - главный герой возглавляет Институт Красоты, но после отказа в операциям нескольким правительственным чиновникам деятельность института и Преображенского начинает проверять специальная комиссия.

## В ролях
| Актёр              | Роль               |
| ------------------ | ------------------ |
| Денис Шведов       | Лев Преображенский |
| Мария Андреева     | Зося               |
| Петр Скворцов      | Игорь Зорин        |
| Агния Дитковските  | Марина             |
| Ирина Савакова     | Люся               |
| Юлия Ауг           | мать Зорина        |
| Амбарцум Кабанян   | Левонян            |
| Павел Чинарёв      | Гена               |
| Владимир Мишуков   | Кац                |
| Агриппина Стеклова | Галина Ефимовна    |
| Дмитрий Богдан     | Сергей Сергеич     |
| Анфиса Черных      | Вера               |
| Екатерина Волкова  | Марьянова          |
| Алексей Маслодудов | Семченко           |
| Алексей Гришин     | Мякишев            |

## Места съемок
Во втором сезоне сцены внутри здания "Института красоты" снимали в Медицинском центре на территории Курорта "Ерино".